# Estació de Sant Martí
Sant Martí és una estació de la L2 del Metro de Barcelona situada sota la Rambla Guipúscoa al districte de Sant Martí de Barcelona i es va inaugurar el 1997 amb l'obertura del tram de la L2 entre Sagrada Família i La Pau.
| Metro de Barcelona     |             |                                              |        |                        |
| Procedència/Destinació | <           | Línia                                        | >      | Procedència/Destinació |
| Paral·lel              | Bac de Roda | Logotip de la Línia 2 del metro de Barcelona | La Pau | Badalona Pompeu Fabra  |

## Accessos
- Rambla Guipúscoa - Carrer Agricultura
- Rambla Guipúscoa - Carrer Cantàbria